# Temporada da NFL de 1930
A Temporada de 1930 da NFL foi a 11ª temporada regular da  National Football League. Antes da temporada, os empresários Brooklyn William Dwyer e John Depler compraram o "Dayton Triangles" e o mudaram de cidade, sendo que ele acabou sendo rebatizado como "Brooklyn Dodgers". O "Orange Tornados" se mudou para Newark e o "Buffalo Bisons" e o "Boston Bulldogs" desistiram de jogar. Já o "Portsmouth Spartans" entrou como uma nova equipe na disputa.
Enquanto isso, o Green Bay Packers foram nomeados os campeões da NFL pelo segundo ano consecutivo depois de terminarem a temporada com o melhor recorde de sua história.

## O campeonato
O atual campeão Green Bay ganhou seus primeiros oito jogos, incluindo uma vitória em casa por 14-7 sobre o New York Giants em 4 de outubro. Por nove semanas, Green Bay estava com 8-0-0 e Nova York logo atrás com 10-1-0. Em 16 de novembro, o Packers perderam para os Cardinals por 13-6, mas em Nova York, os Giants cairam diante do Bears por 12-0. Em 23 de novembro, uma multidão de 37 mil torcedores assistiram Packers e Giants duelarem no Polo Grounds, em Nova York.
O Giants ganhou por 13-6 e após onze semanas assumiu a liderança, a campanha era de 11-2-0 (0,846%) com o Packers' em segundo com 8-2-0 (0,800%). A perda dos pontos extras teve um grande efeito e quatro dias depois os Giants foram 'espancados' no Dia de Ação de Graças pelo "Staten Island", por 7-6, enquanto o Green Bay venceu Frankford por 25-7 para retomar a liderança, ficando assim como 9-2-0 (0,818%) contra a equipe de Nova York que tinha uma campanha de 11-3-0 (0,785%). Os Giants vacilou novamente no domingo, 30 de novembro, quando Brooklyn venceu por 7-6, novamente em um ponto perdido depois.
Na Semana 13, o Giants venceu o "Yellow Jackets" por 14-6, enquanto o Packers perderam para o Bears por 21-0. O Giants terminaram a temporada com 13-4-0, enquanto Green Bay teve um jogo final em Portsmouth. Uma perda teria dado ao Packers uma campanha de 10-4-0 e uma porcentagem 0,714, e dado ao Giants o aproveitamento de 0,765 e o campeonato. Um empate (10-3-1 e 0,769) ou uma vitória (11-3-0 e 0,785) garantiria ao Green Bay o título de 1930.
Em 14 de dezembro, o Packers marcou um touchdown com Red Dunn passando para Wuert Engelmann, mas o ponto extra depois com Verne Lewellen falhou, e sua liderança foi 6-0. Chuck Bennett correu para um touchdown para os espartanos, mas a tentativa de ponto extra por Lewis minúscula foi bloqueada, e quando o jogo terminou, o empate 6-6 do Packers deu-lhe o título de 1930 por uma margem percentual extremamente pequena.

## Final standings
V = Vitórias, D = Derrotas, E = Empates, PCT= Margem percentual
Note: Os empates não eram oficialmente contabilizados até 1972
| Team                     | P  | V  | D  | E | PCT  |
| ------------------------ | -- | -- | -- | - | ---- |
| Green Bay Packers        | 14 | 10 | 3  | 1 | .769 |
| New York Giants          | 17 | 13 | 4  | 0 | .765 |
| Chicago Bears            | 14 | 9  | 4  | 1 | .692 |
| Brooklyn Dodgers         | 12 | 7  | 4  | 1 | .636 |
| Providence Steam Roller  | 11 | 6  | 4  | 1 | .600 |
| Staten Island Stapletons | 12 | 5  | 5  | 2 | .500 |
| Chicago Cardinals        | 13 | 5  | 6  | 2 | .455 |
| Portsmouth Spartans      | 14 | 5  | 6  | 3 | .455 |
| Frankford Yellow Jackets | 18 | 4  | 13 | 1 | .222 |
| Minneapolis Red Jackets  | 9  | 1  | 7  | 1 | .125 |
| Newark Tornadoes         | 12 | 1  | 10 | 1 | .091 |